# Periklís Kakoúsis
Periklís Kakoúsis (grec moderne : Περικλής Κακούσης, né en 1879 et mort en 1939) est un athlète de nationalité grecque. Il a remporté la médaille d'or aux Jeux olympiques de 1904 au lever à deux bras en haltérophilie et participé à l'épreuve de tir à la corde lors de ces mêmes Jeux. Aux Jeux olympiques intercalaires de 1906, il finit sixième au lever à deux bras en haltérophilie et participe au concours de lancer de disque.